# 下園町
下園町（しもそのちょう）は、愛知県名古屋市中区の地名。

## 歴史

### 沿革
- 1871年（明治4年）9月29日 - 下御園町と御園片町により、愛知郡下園町として成立[1]。
- 1878年（明治11年）12月20日 - 一部が南園町および常盤町にそれぞれ編入される[1]。
- 1889年（明治22年）10月1日 - 名古屋市成立に伴い、同市下園町となる[4]。
- 1908年（明治41年）4月1日 - 西区成立に伴い、同区下園町となる[1]。
- 1936年（昭和11年）1月1日 - 一部が広小路通に編入される[1]。
- 1944年（昭和19年）2月11日 - 栄区成立に伴い、同区下園町となる[1]。
- 1945年（昭和20年）11月3日 - 栄区廃止に伴い、中区下園町となる[1]。
- 1966年（昭和41年）3月30日 - 住居表示実施に伴い、錦一丁目に編入され消滅[1]。